# Oostenrijk op het Europees kampioenschap voetbal 2016
Oostenrijk was een van de deelnemende landen aan het Europees kampioenschap voetbal 2016 in Frankrijk. Het was de tweede keer dat Oostenrijk deelnam aan het eindtoernooi van een EK voetbal, na medegastland te zijn geweest tijdens het EK voetbal 2008. Oostenrijk werd in de groepsfase uitgeschakeld.

## Kwalificatie
Oostenrijk begon op 8 september 2014 met een thuiswedstrijd tegen Zweden aan de kwalificatiecampagne. David Alaba zette al zeer vroeg in de wedstrijd een strafschop om, maar vijf minuten later maakten de Zweden gelijk via Erkan Zengin. Hierna werd er niet meer gescoord en de wedstrijd eindigde op 1-1. In oktober 2014 bracht Alaba Oostenrijk weer op voorsprong door middel van een strafschop tegen Moldavië. Een kwartier later kwam Moldavië langszij, ook door een strafschop die werd omgezet door Alexandru Dedov. Even na de rust trapte Marc Janko Oostenrijk weer op voorsprong. Een half uur later moest Janko het veld verlaten met een rode kaart. De stand bleef ongewijzigd en Oostenrijk won de wedstrijd met 1-2. Een paar dagen later ontving Oostenrijk Montenegro. In de zeer gesloten wedstrijd bleef Rubin Okotie koelbloedig en maakte halfweg de eerste helft de enige goal van de wedstrijd: 1-0. Okotie herhaalde zijn prestatie van een maand eerder nog eens in november 2014, toen Rusland eveneens met 1-0 werd verslagen.
De kwalificatiecampagne ging verder in maart 2015, op bezoek bij Liechtenstein. Martin Harnik, Marc Janko, David Alaba, Zlatko Junuzović en Marko Arnautović maakten er een eenvoudige 0-5 overwinning van. In juni 2015 zorgde Janko voor de enige voltreffer op bezoek bij de Russen: 0-1. Ook in september 2015 wonnen de Oostenrijkers met één doelpunt verschil van Moldavië, de goal stond op naam van Junuzović. Enkele dagen later zette Alaba zijn nationale ploeg zeer vroeg op voorsprong tegen Zweden via een strafschop. Zowel Harnik en Janko scoorden elk nog twee keer. Zlatan Ibrahimović zorgde in de toegevoegde tijd voor de Zweedse eerredder: de wedstrijd eindigde op 1-4. Een maand later in Montenegro ging het moeilijker. Mirko Vučinić bracht Montenegro op het halfuur op voorsprong. Vlak na de rust maakte Janko de gelijkmaker, maar die werd een kwartier later tenietgedaan door Fatos Bećiraj. In de 81ste minuut bracht Arnautović weer langszij. Drie minuten voor tijd kreeg doelpuntenmaker Vučinić nog rood. In de toegevoegde tijd wist Marcel Sabitzer nog de winning goal te maken. Oostenrijk won de spannende wedstrijd met 2-3. De laatste kwalificatiewedstrijd werd thuis gespeeld tegen Liechtenstein. Arnautović scoorde eenmaal voor en Janko tweemaal na de rust, zodat de wedstrijd werd afgefloten met 3-0.
Oostenrijk leed enkel puntenverlies in haar eerste wedstrijd, een gelijkspel tegen Zweden. Zo werden de Oostenrijkers groepswinnaar en plaatsten ze zich voor het eerst rechtstreeks voor een EK, na reeds medegastland te zijn geweest in 2008.

### Kwalificatieduels
| 8 september 2014 | Oostenrijk    | 1 – 1 | Zweden        |
| 9 oktober 2014   | Moldavië      | 1 – 2 | Oostenrijk    |
| 12 oktober 2014  | Oostenrijk    | 1 – 0 | Montenegro    |
| 15 november 2014 | Oostenrijk    | 1 – 0 | Rusland       |
| 27 maart 2015    | Liechtenstein | 0 – 5 | Oostenrijk    |
| 14 juni 2015     | Rusland       | 0 – 1 | Oostenrijk    |
| 5 september 2015 | Oostenrijk    | 1 – 0 | Moldavië      |
| 8 september 2015 | Zweden        | 1 – 4 | Oostenrijk    |
| 9 oktober 2015   | Montenegro    | 2 – 3 | Oostenrijk    |
| 12 oktober 2015  | Oostenrijk    | 3 – 0 | Liechtenstein |

### Stand groep G
| Pos | Land          | Wed | Win | Gel | Ver | DV | DT | +/- | Pnt |
| --- | ------------- | --- | --- | --- | --- | -- | -- | --- | --- |
| 1   | Oostenrijk    | 10  | 9   | 1   | 0   | 22 | 5  | +17 | 28  |
| 2   | Rusland       | 10  | 6   | 2   | 2   | 21 | 5  | +16 | 20  |
| 3   | Zweden        | 10  | 5   | 3   | 2   | 15 | 9  | +6  | 18  |
| 4   | Montenegro    | 10  | 3   | 2   | 5   | 10 | 13 | –3  | 11  |
| 5   | Liechtenstein | 10  | 1   | 2   | 7   | 2  | 26 | –24 | 5   |
| 6   | Moldavië      | 10  | 0   | 2   | 8   | 4  | 16 | –12 | 2   |

## EK-voorbereiding

### Wedstrijden
|                                                 |            |       |                   |                                                                                          |
| 17 november 2015 «onderlinge duels» 20:45 UTC+1 | Oostenrijk | 1 – 2 | Zwitserland       | Ernst Happelstadion, Wenen Toeschouwers: 27.800 Scheidsrechter: Manuel Gräfe (Duitsland) |
| 17 november 2015 «onderlinge duels» 20:45 UTC+1 | Alaba 14'  |       | 9', 38' Seferović | Ernst Happelstadion, Wenen Toeschouwers: 27.800 Scheidsrechter: Manuel Gräfe (Duitsland) |

|                                                |                     |       |             |                                                                                           |
| 26 maart 2016 «onderlinge duels» 17:30 (UTC+1) | Oostenrijk          | 2 – 1 | Albanië     | Ernst Happelstadion, Wenen Toeschouwers: 28.600 Scheidsrechter: Ivan Kružliak (Slowakije) |
| 26 maart 2016 «onderlinge duels» 17:30 (UTC+1) | Janko 6' Harnik 13' |       | 47' Lenjani | Ernst Happelstadion, Wenen Toeschouwers: 28.600 Scheidsrechter: Ivan Kružliak (Slowakije) |

|                                                |               |       |                          |                                                                                   |
| 29 maart 2016 «onderlinge duels» 20:30 (UTC+2) | Oostenrijk    | 1 – 2 | Turkije                  | Ernst Happelstadion, Wenen Toeschouwers: 26.700 Scheidsrechter: Paweł Gil (Polen) |
| 29 maart 2016 «onderlinge duels» 20:30 (UTC+2) | Junuzović 22' |       | 43' Çalhanoğlu 56' Turan | Ernst Happelstadion, Wenen Toeschouwers: 26.700 Scheidsrechter: Paweł Gil (Polen) |

|                                              |                          |       |                  |                                                                                          |
| 31 mei 2016 «onderlinge duels» 20:30 (UTC+2) | Oostenrijk               | 2 – 1 | Malta            | Hypo-Arena, Klagenfurt Toeschouwers: 20.200 Scheidsrechter: Mattias Gestranius (Finland) |
| 31 mei 2016 «onderlinge duels» 20:30 (UTC+2) | Arnautović 4' Schöpf 18' |       | 87' (e.d.) Alaba | Hypo-Arena, Klagenfurt Toeschouwers: 20.200 Scheidsrechter: Mattias Gestranius (Finland) |

|                                              |            |                          |           |                                                                                          |
| 4 juni 2016 «onderlinge duels» 20:30 (UTC+2) | Oostenrijk | 0 – 2                    | Nederland | Ernst Happelstadion, Wenen Toeschouwers: 48.000 Scheidsrechter: Alberto Undiano (Spanje) |
| 4 juni 2016 «onderlinge duels» 20:30 (UTC+2) |            | 9' Janssen 66' Wijnaldum |           | Ernst Happelstadion, Wenen Toeschouwers: 48.000 Scheidsrechter: Alberto Undiano (Spanje) |

## Het Europees kampioenschap
De loting vond op 12 december 2015 plaats in Parijs. Oostenrijk werd ondergebracht in groep F, samen met Portugal, IJsland en Hongarije.
De Oostenrijkers verloren hun eerste groepsduel met 0-2 van Hongarije. Ádám Szalai kwam na een pass van László Kleinheisler in de 62e minuut alleen voor doelman Robert Almer te staan en schoot vandaaruit de 0-1 binnen. Vier minuten later kreeg Aleksandar Dragović zijn tweede gele kaart na doorgaan op Tamás Kádár en moest Oostenrijk met tien man verder. Vlak voor tijd maakte invaller Zoltán Stieber 0-2. Nadat de eveneens ingevallen Tamás Priskin hem in een counter richting het Oostenrijks strafschopgebied stuurde, stifte hij de bal over Almer. Oostenrijk eindigde vier dagen later op 0-0 tegen Portugal. Martin Hinteregger veroorzaakte in de 79e minuut van de wedstrijd nog een penalty door Cristiano Ronaldo vast te houden, maar die schoot vanaf de strafschopstip op de paal.
De Oostenrijkers moesten hun laatste groepswedstrijd winnen van IJsland om zich te plaatsen voor de achtste finales, maar kwamen in de 18e minuut met 0-1 achter. Kári Árnason kopte een verre inworp van Aron Gunnarsson door, waarna Jón Daði Böðvarsson de bal vanaf de rand van het Oostenrijkse doelgebied in de verre hoek schoot. Oostenrijk kreeg de kans om gelijk te maken nadat Julian Baumgartlinger een hoge voorzet gaf in het IJslandse strafschopgebied en Ari Freyr Skúlason de arm van David Alaba vasthield. Dragović schoot de gegeven penalty alleen tegen de buitenkant van de paal. Na een uur spelen werd het wel 1-1. Invaller Alessandro Schöpf kapte Árnason uit, liep het IJslandse strafschopgebied in en schoot in de verre hoek raak. In een poging om een overwinning te forceren, ging Oostenrijk in de slotfase met tien man op de IJslandse helft spelen, maar kreeg het in de 94e minuut zelf nog een doelpunt tegen. Birkir Bjarnason leidde een counter in, waarna invaller Theódór Elmar Bjarnason een leeg veld voor zich had. Nadat hij met de bal richting Almer sprintte, legde hij breed op de eveneens ingevallen Arnór Ingvi Traustason. Die bepaalde met zijn linkervoet de eindstand op 1-2 voor IJsland. Met één punt eindigden de Oostenrijkers het toernooi op de vierde plaats in de groep.

### Uitrustingen
| Thuis | Uit | Alternatief | Alternatief | Doelman | Doelman |

### Technische staf
|                 |                      |
| Functie         | Naam                 |
| Bondscoach      | Marcel Koller (foto) |
| Assistent-coach | Thomas Janeschitz    |
| Keeperstrainer  | Klaus Lindenberger   |
| Fitness coach   | Roger Thomas Spry    |

### Selectie en statistieken
| Nr. | Naam                  | Geboortedatum | GW |   |   |   |   |   |   | Club                | Positie(s) |
| --- | --------------------- | ------------- | -- | - | - | - | - | - | - | ------------------- | ---------- |
| 1   | Robert Almer          | 20-03-1984    | 3  | 0 | 0 | 0 | 0 | 0 | 0 | Austria Wien        | GK         |
| 2   | György Garics         | 08-03-1984    | 0  | 0 | 0 | 0 | 0 | 0 | 0 | Darmstadt           | RB         |
| 3   | Aleksandar Dragović   | 06-03-1991    | 2  | 0 | 0 | 1 | 0 | 0 | 0 | Dynamo Kiev         | CB         |
| 4   | Martin Hinteregger    | 07-09-1992    | 3  | 0 | 1 | 0 | 0 | 0 | 0 | Mönchengladbach     | CB, LB     |
| 5   | Christian Fuchs       | 07-04-1986    | 3  | 0 | 1 | 0 | 0 | 0 | 0 | Leicester City      | LB         |
| 6   | Stefan Ilsanker       | 18-05-1989    | 2  | 0 | 0 | 0 | 0 | 0 | 2 | RB Leipzig          | DM, CB     |
| 7   | Marko Arnautović      | 19-04-1989    | 3  | 0 | 0 | 0 | 0 | 0 | 0 | Stoke City          | LW, CF     |
| 8   | David Alaba           | 24-06-1992    | 3  | 0 | 0 | 0 | 0 | 0 | 1 | Bayern München      | LB, CM, CB |
| 9   | Rubin Okotie          | 06-06-1987    | 1  | 0 | 0 | 0 | 0 | 1 | 0 | 1860 München        | CF, RW, LW |
| 10  | Zlatko Junuzović      | 26-09-1987    | 1  | 0 | 0 | 0 | 0 | 0 | 1 | Werder Bremen       | CM, LM     |
| 11  | Martin Harnik         | 10-06-1987    | 2  | 0 | 1 | 0 | 0 | 0 | 1 | Stuttgart           | RW, CF     |
| 12  | Heinz Lindner         | 17-07-1990    | 0  | 0 | 0 | 0 | 0 | 0 | 0 | Eintracht Frankfurt | GK         |
| 13  | Markus Suttner        | 16-04-1987    | 0  | 0 | 0 | 0 | 0 | 0 | 0 | Ingolstadt          | LB         |
| 14  | Julian Baumgartlinger | 02-01-1988    | 3  | 0 | 0 | 0 | 0 | 0 | 0 | Mainz               | CM, RM     |
| 15  | Sebastian Prödl       | 21-06-1987    | 2  | 0 | 0 | 0 | 0 | 0 | 1 | Watford             | CB, RB, LB |
| 16  | Kevin Wimmer          | 15-11-1992    | 1  | 0 | 0 | 0 | 0 | 1 | 0 | Tottenham Hotspur   | CB, LB     |
| 17  | Florian Klein         | 17-11-1986    | 3  | 0 | 0 | 0 | 0 | 0 | 0 | Stuttgart           | RB, LB     |
| 18  | Alessandro Schöpf     | 07-02-1994    | 3  | 1 | 1 | 0 | 0 | 3 | 0 | Schalke 04          | AM, RW, LW |
| 19  | Lukas Hinterseer      | 28-03-1991    | 1  | 0 | 0 | 0 | 0 | 1 | 0 | Ingolstadt          | CF, AM     |
| 20  | Marcel Sabitzer       | 17-03-1994    | 3  | 0 | 0 | 0 | 0 | 1 | 2 | RB Leipzig          | AM, RW, LW |
| 21  | Marc Janko            | 25-06-1983    | 2  | 0 | 1 | 0 | 0 | 1 | 1 | FC Basel            | CF         |
| 22  | Jakob Jantscher       | 08-01-1989    | 1  | 0 | 0 | 0 | 0 | 1 | 0 | FC Luzern           | LM, CM, RM |
| 23  | Ramazan Özcan         | 28-06-1984    | 0  | 0 | 0 | 0 | 0 | 0 | 0 | Ingolstadt          | GK         |

### Wedstrijden
| Nr. | Land       | GW | W | G | V | DV | DT | DS | Ptn |
| --- | ---------- | -- | - | - | - | -- | -- | -- | --- |
| 1   | Hongarije  | 3  | 1 | 2 | 0 | 6  | 4  | +2 | 5   |
| 2   | IJsland    | 3  | 1 | 2 | 0 | 4  | 3  | +1 | 5   |
| 3   | Portugal   | 3  | 0 | 3 | 0 | 4  | 4  | 0  | 3   |
| 4   | Oostenrijk | 3  | 0 | 1 | 2 | 1  | 4  | -3 | 1   |

#### Groepsfase
|                                               |            |                        |           |                                                                                                  |
| 14 juni 2016 «onderlinge duels» 18:00 (UTC+2) | Oostenrijk | 0 – 2                  | Hongarije | Nouveau Stade Bordeaux, Bordeaux Toeschouwers: 34.424 Scheidsrechter: Clément Turpin (Frankrijk) |
| 14 juni 2016 «onderlinge duels» 18:00 (UTC+2) |            | 62' Szalai 87' Stieber |           | Nouveau Stade Bordeaux, Bordeaux Toeschouwers: 34.424 Scheidsrechter: Clément Turpin (Frankrijk) |

| Oostenrijk | Hongarije |

| Oostenrijk:    |    |                       |         |
|                |    |                       |         |
| GK             | 1  | Robert Almer          |         |
| RB             | 17 | Florian Klein         |         |
| CB             | 3  | Aleksandar Dragović   | 33' 66' |
| CB             | 4  | Martin Hinteregger    |         |
| LB             | 5  | Christian Fuchs       |         |
| CM             | 14 | Julian Baumgartlinger |         |
| CM             | 8  | David Alaba           |         |
| RW             | 11 | Martin Harnik         | 78'     |
| AM             | 10 | Zlatko Junuzović      | 60'     |
| LW             | 7  | Marko Arnautović      |         |
| CF             | 21 | Marc Janko            | 65'     |
| Wisselspelers: |    |                       |         |
| MF             | 20 | Marcel Sabitzer       | 60'     |
| FW             | 9  | Rubin Okotie          | 65'     |
| MF             | 18 | Alessandro Schöpf     | 78'     |
| Coach:         |    |                       |         |
| Marcel Koller  |    |                       |         |

| Hongarije:     |    |                     |         |
|                |    |                     |         |
| GK             | 1  | Gábor Király        |         |
| RB             | 5  | Attila Fiola        |         |
| CB             | 20 | Richárd Guzmics     |         |
| CB             | 2  | Ádám Lang           |         |
| LB             | 4  | Tamás Kádár         |         |
| CM             | 8  | Ádám Nagy           |         |
| CM             | 10 | Zoltán Gera         |         |
| RW             | 11 | Krisztián Németh    | 80' 89' |
| AM             | 15 | László Kleinheisler | 79'     |
| LW             | 7  | Balázs Dzsudzsák    |         |
| CF             | 9  | Ádám Szalai         | 69'     |
| Wisselspelers: |    |                     |         |
| FW             | 19 | Tamás Priskin       | 69'     |
| MF             | 18 | Zoltán Stieber      | 79'     |
| DF             | 16 | Ádám Pintér         | 89'     |
| Coach:         |    |                     |         |
| Bernd Storck   |    |                     |         |

Man van de wedstrijd:

 László Kleinheisler

|                                               |          |       |            |                                                                                       |
| 18 juni 2016 «onderlinge duels» 21:00 (UTC+2) | Portugal | 0 – 0 | Oostenrijk | Parc des Princes, Parijs Toeschouwers: 44.291 Scheidsrechter: Nicola Rizzoli (Italië) |
| 18 juni 2016 «onderlinge duels» 21:00 (UTC+2) |          |       |            | Parc des Princes, Parijs Toeschouwers: 44.291 Scheidsrechter: Nicola Rizzoli (Italië) |

| Portugal | Oostenrijk |

| Portugal:       |    |                   |         |
|                 |    |                   |         |
| GK              | 1  | Rui Patrício      |         |
| RB              | 11 | Vieirinha         |         |
| CB              | 3  | Pepe              | 40'     |
| CB              | 6  | Ricardo Carvalho  |         |
| LB              | 5  | Raphaël Guerreiro |         |
| RW              | 20 | Ricardo Quaresma  | 31' 71' |
| CM              | 14 | William Carvalho  |         |
| CM              | 8  | João Moutinho     |         |
| LW              | 15 | André Gomes       | 83'     |
| CF              | 17 | Nani              | 89'     |
| CF              | 7  | Cristiano Ronaldo |         |
| Wisselspelers:  |    |                   |         |
| MF              | 10 | João Mário        | 71'     |
| FW              | 9  | Éder              | 83'     |
| MF              | 18 | Rafa Silva        | 89'     |
| Coach:          |    |                   |         |
| Fernando Santos |    |                   |         |

| Oostenrijk:    |    |                       |         |
|                |    |                       |         |
| GK             | 1  | Robert Almer          |         |
| RB             | 17 | Florian Klein         |         |
| CB             | 15 | Sebastian Prödl       |         |
| CB             | 4  | Martin Hinteregger    | 78'     |
| LB             | 5  | Christian Fuchs       | 60'     |
| CM             | 14 | Julian Baumgartlinger |         |
| CM             | 6  | Stefan Ilsanker       | 87'     |
| RW             | 11 | Martin Harnik         | 47'     |
| AM             | 8  | David Alaba           | 65'     |
| LW             | 7  | Marko Arnautović      |         |
| CF             | 20 | Marcel Sabitzer       | 85'     |
| Wisselspelers: |    |                       |         |
| MF             | 18 | Alessandro Schöpf     | 65' 86' |
| FW             | 19 | Lukas Hinterseer      | 85'     |
| DF             | 16 | Kevin Wimmer          | 87'     |
| Coach:         |    |                       |         |
| Marcel Koller  |    |                       |         |

Man van de wedstrijd:

 João Moutinho

|                                               |                                 |       |            |                                                                                            |
| 22 juni 2016 «onderlinge duels» 18:00 (UTC+2) | IJsland                         | 2 – 1 | Oostenrijk | Stade de France, Saint-Denis Toeschouwers: 68.714 Scheidsrechter: Szymon Marciniak (Polen) |
| 22 juni 2016 «onderlinge duels» 18:00 (UTC+2) | Böðvarsson 18' Traustason 90+4' |       | 60' Schöpf | Stade de France, Saint-Denis Toeschouwers: 68.714 Scheidsrechter: Szymon Marciniak (Polen) |

| IJsland | Oostenrijk |

| IJsland:                           |    |                         |         |
|                                    |    |                         |         |
| GK                                 | 1  | Hannes Þór Halldórsson  | 82'     |
| RB                                 | 2  | Birkir Már Sævarsson    |         |
| CB                                 | 14 | Kári Árnason            | 78'     |
| CB                                 | 6  | Ragnar Sigurðsson       |         |
| LB                                 | 23 | Ari Freyr Skúlason      | 36'     |
| RW                                 | 7  | Jóhann Berg Guðmundsson | 86'     |
| CM                                 | 17 | Aron Gunnarsson         |         |
| CM                                 | 10 | Gylfi Sigurðsson        |         |
| LW                                 | 8  | Birkir Bjarnason        |         |
| CF                                 | 15 | Jón Daði Böðvarsson     | 71'     |
| CF                                 | 9  | Kolbeinn Sigþórsson     | 51' 80' |
| Wisselspelers:                     |    |                         |         |
| MF                                 | 18 | Theódór Elmar Bjarnason | 71'     |
| MF                                 | 21 | Arnór Ingvi Traustason  | 80'     |
| DF                                 | 5  | Sverrir Ingi Ingason    | 86'     |
| Coach:                             |    |                         |         |
| Lars Lagerbäck Heimir Hallgrímsson |    |                         |         |

| Oostenrijk:    |    |                       |         |
|                |    |                       |         |
| GK             | 1  | Robert Almer          |         |
| RB             | 3  | Aleksandar Dragović   |         |
| CB             | 15 | Sebastian Prödl       | 46'     |
| CB             | 4  | Martin Hinteregger    |         |
| LB             | 5  | Christian Fuchs       |         |
| CM             | 14 | Julian Baumgartlinger |         |
| CM             | 6  | Stefan Ilsanker       | 46'     |
| RW             | 17 | Florian Klein         |         |
| AM             | 8  | David Alaba           |         |
| LW             | 7  | Marko Arnautović      |         |
| CF             | 20 | Marcel Sabitzer       | 78'     |
| Wisselspelers: |    |                       |         |
| MF             | 18 | Alessandro Schöpf     | 46'     |
| FW             | 21 | Marc Janko            | 46' 70' |
| MF             | 22 | Jakob Jantscher       | 78'     |
| Coach:         |    |                       |         |
| Marcel Koller  |    |                       |         |

Man van de wedstrijd:

 Kári Árnason
ÖFB · A-internationals · Selecties · Bondscoaches · Oostenrijks vrouwenelftal · Olympisch elftal · Oostenrijk U21 · Oostenrijk U20 · Oostenrijk U19 · Oostenrijk U18 · Oostenrijk U17 · Oostenrijk U16 · Vrouwen U17
1902 – 1919 ·
1920 – 1929 ·
1930 – 1939 ·
1940 – 1949 ·
1950 – 1959 ·
1960 – 1969 ·
1970 – 1979 ·
1980 – 1989 ·
1990 – 1999 ·
2000 – 2009 ·
2010 – 2019 ·
2020 – 2029
EK's: 2008 · 
2016 · 
2020 · 
2024
WK's: 1934 · 
1954 · 
1958 · 
1978 · 
1982 · 
1990 · 
1998
OS: 1912 ·
1936 ·
1948 ·
1952
1902 · 
1903 · 
1904 · 
1905 · 
1906 · 
1907 · 
1908 · 
1909 · 
1910 · 
1911 · 
1912 · 
1913 · 
1914 · 
1915 · 
1916 · 
1917 · 
1918 · 
1919 · 
1920 · 
1921 · 
1922 · 
1923 · 
1924 · 
1925 · 
1926 · 
1927 · 
1928 · 
1929 · 
1930 · 
1931 · 
1932 · 
1933 · 
1934 · 
1935 · 
1936 · 
1937 · 
1938 · 1939 · 1940 · 1941 · 1942 · 1943 · 1944 · 1945 · 
1946 · 
1947 · 
1948 · 
1949 · 
1950 · 
1952 · 
1952 · 
1953 · 
1954 · 
1955 · 
1956 · 
1957 · 
1958 · 
1959 · 
1960 · 
1961 · 
1962 · 
1963 · 
1964 · 
1965 · 
1966 · 
1967 · 
1968 · 
1969 · 
1970 · 
1971 · 
1972 · 
1973 · 
1974 · 
1975 · 
1976 · 
1977 · 
1978 · 
1979 · 
1980 · 
1981 · 
1982 · 
1983 · 
1984 · 
1985 · 
1986 · 
1987 · 
1988 · 
1989 · 
1990 ·
1991 · 
1992 · 
1993 · 
1994 · 
1995 · 
1996 · 
1997 · 
1998 · 
1999 · 
2000 · 
2001 · 
2002 · 
2003 · 
2004 · 
2005 · 
2006 · 
2007 · 
2008 · 
2009 · 
2010 · 
2011 · 
2012 · 
2013 · 
2014 · 
2015 · 
2016 · 
2017 · 
2018 · 
2019 · 
2020 · 
2021 ·
2022
Albanië ·
Algerije ·
Andorra ·
Argentinië ·
Azerbeidzjan ·
België ·
Bosnië en Herzegovina ·
Brazilië ·
Bulgarije ·
Canada ·
Chili ·
Costa Rica ·
Cyprus ·
Denemarken ·
DDR ·
Duitsland ·
Egypte ·
Engeland ·
Estland ·
Faeröer ·
Finland ·
Frankrijk ·
Georgië ·
Ghana ·
Griekenland ·
Hongarije ·
Ierland ·
IJsland ·
Iran ·
Israël ·
Italië ·
Ivoorkust ·
Japan ·
Joegoslavië ·
Kameroen ·
Kazachstan ·
Kroatië ·
Letland ·
Liechtenstein ·
Litouwen ·
Luxemburg ·
Malta ·
Moldavië ·
Montenegro ·
Nederland ·
Nigeria ·
Noord-Ierland ·
Noord-Macedonië ·
Noorwegen ·
Oekraïne ·
Paraguay ·
Peru ·
Polen ·
Portugal ·
Roemenië ·
Rusland ·
San Marino ·
Schotland ·
Servië ·
Slovenië ·
Slowakije ·
Sovjet-Unie ·
Spanje ·
Trinidad en Tobago ·
Tsjechië ·
Tsjecho-Slowakije ·
Tunesië ·
Turkije ·
Uruguay ·
Venezuela ·
Verenigde Staten ·
Wales ·
Wit-Rusland ·
Zweden ·
Zwitserland
Algerije (1982) · 
Chili (1982) · 
Duitsland (2008) · 
Frankrijk (1982) · 
Hongarije (2016) · 
Italië (2021) · 
Kroatië (2008) · 
Nederland (2021) · 
Noord-Ierland (1982) · 
Noord-Macedonië (2021) · 
Oekraïne (2021) · 
Polen (2008) ·  
Portugal (2016) · 
West-Duitsland (1982)